# Costești-Deal
Costești-Deal románul: Costești-Deal, falu Romániában, Hunyad megyében.

## Története
Costeşti-Deal korábban Kosztesd része volt. 1956 körül vált külön településsé 131 lakossal.
1966-ban 134, 1977-ben 101, 1992-ben 70, a 2002-es népszámláláskor pedig 59 román lakosa volt.